# Nicholas Poyntz
Sir Nicholas Poyntz (1510 - vers le 28 novembre 1556)  est un courtisan anglais de premier plan pendant la dernière partie du règne d'Henri VIII. Il y a un portrait de lui dessiné par Hans Holbein le Jeune dans la Royal Collection et un portrait à l'huile d'après le même artiste basé sur le dessin à la National Portrait Gallery de Londres. Un autre portrait existe également après Holbein.

## Biographie
Il est le fils aîné de Sir Anthony Poyntz (1480?–1533), vice-amiral, et de sa première épouse Elizabeth Huddefield . Il est le neveu de John Poyntz .
Le samedi 21 août 1535, Henry VIII et Anne Boleyn rendent visite à Nicholas Poyntz à Acton Court (en), Iron Acton, Gloucestershire. Poyntz a construit un nouveau logement spécial pour ses invités royaux qui existe toujours. Il contient trois salles d'apparat au premier étage et l'une d'elles a encore une décoration peinte par un artiste de la cour des Tudor. Ces salles d'apparat sont reliées à l'ancienne maison par un passage couvert appelé « pentice ». Des fouilles archéologiques ont trouvé des fragments de précieux verre vénitien et de majolique que Nicolas a probablement achetés pour la visite. La preuve des longs préparatifs de Nicholas à Acton montre que les voyages d'Henry dans l'ouest de l'Angleterre étaient planifiés à l'avance.
En 1539 et 1545, il sert comme haut shérif du Gloucestershire et en 1547 représente le Gloucestershire au Parlement en tant que chevalier du Comté.
Entre 1544 et 1556 Poyntz construit comme pavillon de chasse Newark Park, près du village d'Ozleworth, Wotton-under-Edge, Gloucestershire. Il est construit à peu près au même moment que la construction de Siston Court à proximité par Sir Maurice Denys (décédé en 1563), cousin germain de l'épouse de Poyntz, Jane Berkeley. Il est élu député de Cricklade en 1555 .
Pendant la guerre du Rough Wooing avec l'Écosse (1543-1550), Poyntz commande le navire de guerre la Grande Galère . En mai 1544, le comte de Hertford l'envoie incendier Kinghorn et d'autres villes de Fife, tandis qu'Édimbourg est saccagée et incendiée .
Il épouse Joan, fille de Thomas Berkeley (5e baron Berkeley) (en) (décédé en 1533)  avec qui il a cinq ou six fils et trois filles. Il est remplacé par son fils aîné, Nicolas.